# Хулиан Бестейро
Хулиан Бестейро Фернандес (на испански: Julián Besteiro Fernández) е испански политик, един от историческите лидери на Испанската социалистическа работническа партия. Избран в Генералния кортес (парламент) през 1931 г. като председател на Учредителния кортес на Испанската република.
Също така е избиран няколко пъти в градския съвет на Мадрид. През същия период е университетски професор по философия и логика и декан на катедрата в Мадридския университет.

## Биография
Роден е в Мадрид, завършва в Institución Libre de Enseñanza и учи във Факултета по философия и литература в Мадридския университет, както и в Сорбоната през 1896 г., университетите в Мюнхен, Берлин и Лайпциг през 1909 – 1910 г. През 1908 г. става част от Радикална републиканска партия, създадена от Алехандро Леру.
Член и на Републиканския съюз, той е избран за общински съветник на Толедо на 8 ноември 1903 г.
Бестейро става член на Agrupación Socialista Madrileña (социалистическия кръг в Мадрид) през 1912 г. През същата година му е предложена катедрата по фундаментална логика във Факултета по философия и литература в Мадридския университет. Скоро след това Бестейро става член на профсъюза Общ съюз на трудещите се (UGT) и на Испанската социалистическа работническа партия (PSOE). През 1913 г. се жени за Долорес Себриан, професор по физика и естествени науки в колежа за учители в Толедо.
През 1917 г. след общата стачка, Бестейро е сред много членове на стачния комитет, съден в Мадрид. Той е признат за виновен и осъден на доживотен затвор. След освобождаването му в рамките на кампанията за амнистия е избран за съветник в градския съвет на Мадрид.
На следващата година Бестейро е избран в Кортес (испанския парламент) като член на Конгреса на депутатите от Мадрид.
По време на диктатурата на Мигел Примо де Ривера, Бестейро предпочита сътрудничеството на социалистите с лидера. Примо де Ривера предлага на UGT участие в управлението на страната. Мнението в рамките на PSOE се обръща срещу Бестейро, тъй като режимът на Примо де Ривера става непредпочитан по време на икономическия спад като част от Голямата депресия.
До средата на 1930-те години Бестейро става политически изолиран в мненията си за колаборационизма. Това е противопоставено от републиканския фронт, създаден от Пакта от Сан Себастиан. Бестейро също се противопоставя на участието на UGT в общата стачка на 15 декември 1930 г. На съвместна среща на PSOE и UGT през февруари 1931 г. той подава оставка както като лидер на партията, така и на съюза.
През 1931 г. е избран за съветник на градския съвет на Мадрид.

### Втората република и гражданската война
Все още част от испанския парламент след създаването на Втората испанска република през 1931 г., Бестейро е избран за председател на Учредителния Кортес, упълномощен да изготви нова конституция. Кабинетът му предлага първо работата на държавен делегат в CAMPSA – държавния петролен монополист, а след това и поста на посланик във Франция, като той отхвърля и двете. По време на периода си като президент на Кортесите, Бестейро става по-консервативен в политическите си възгледи. През януари 1934 г. подава оставка като лидер на UGT.
Противопоставяйки се на радикализацията на социалистическото движение, той не одобрява участието на социалистите във въоръженото въстание от октомври 1934 г. През февруари 1936 г. Бестейро печели най-много гласове от всички кандидати в Мадрид на изборите за Народния фронт.
През този период Бестейро продължава да работи в Мадридския университет като декан на Факултета по философия и литература, както и да изпълнява задълженията си като депутат в парламента и съветник в градския съвет в Мадрид. След избухването на Гражданската война в Испания през 1936 г. и въпреки настоятелните призиви на приятелите си, той отказва да избяга от Мадрид и да замине в изгнание.
Испанският републикански президент Мануел Асаня избира Бестейро за представител на коронацията на новия британски крал Джордж VI в Лондон на 12 май 1937 г. Бестейро вярва, че това трябва да е мирна мисия. Там той се среща със сър Антъни Идън, за да търси британска помощ за прекратяване на войната, която привлича подкрепата на Нацистка Германия и СССР към воюващите страни, но не последват значителни резултати. След провала на мисията му в Лондон, Бестейро се връща на работа в градския съвет на Мадрид, но се оттегля от друг официален обществен живот. Той спира да посещава Agrupación Socialista Madrileña и срещите на парламентарната група.
С новината за падането на Барселона на 26 януари 1939 г. и оставката на Асаня като президент на републиката, Бестейро решава да работи за постигане на мир и спиране на съпротивата. Той се свързва с полковник Сехисмундо Касадо. На 5 март Бестейро обявява създаването на Съвет за национална отбрана (Consejo Nacional de Defensa). Бунтът срещу правителството на Хуан Негрин и неговите съюзници от Комунистическата партия на Испания успява с цената на близо 2 000 живота.

### Смърт
След падането на Мадрид в ръцете на националистите на 28 март 1939 г., Бестейро е арестуван от франкистките сили. На 8 юли той е изправен пред военен съд и е осъден на тридесет години затвор. Първо е затворен в Траписткия манастир в Дуеняс край Паленсия до края на август 1939 г. След това е преместен в затвора в Кармона. Хулиан Бестейро умира в затвора през следващата година.
Бестейро е погребан в градското гробище в Мадрид.